# Styloleptus caymanensis
Styloleptus caymanensis là một loài bọ cánh cứng trong họ Cerambycidae.